# Anton Marty
Anton Marty (18. října 1847, Schwyz – 1. října 1914, Praha) byl švýcarský filozof jazyka, který vyučoval na pražské německé univerzitě. Bývá považován za zakladatele teorie řečových aktů (viz také řečové jednání).[zdroj?]

## Publikace
Z jeho prací jsou známy:
- Untersuchungen zur Sprachphilosophie und Grammatik (1908)
- Zur Sprachphilosophie (1910)

V návaznosti na Franze Brentana rozdělil Marty všechny kategorematické jazykové výrazy do tří kategorií podle mentálních aktů, které jim odpovídají:
- pojmenování
- tvrzení
- emotivní výrazy neboli emotivy

Emotivy jsou výrazy, jejichž funkcí je vyvolat v posluchači určitou reakci. Emotivy jsou tak základem různé illokuční funkce spojené s danou výpovědí jako např. zvolání, otázka apod.